# Liste der Bodendenkmäler in Runding
Auf dieser Seite sind die Bodendenkmäler in der Oberpfälzer Gemeinde Runding zusammengestellt. Diese Tabelle ist eine Teilliste der Liste der Bodendenkmäler in Bayern. Grundlage ist die Bayerische Denkmalliste, die auf Basis des Bayerischen Denkmalschutzgesetzes vom 1. Oktober 1973 erstmals erstellt wurde und seither durch das Bayerische Landesamt für Denkmalpflege geführt wird. Die folgenden Angaben ersetzen nicht die rechtsverbindliche Auskunft der Denkmalschutzbehörde.

## Bodendenkmäler der Gemeinde Runding

### Bodendenkmäler in der Gemarkung Niederrunding
| Lage                     | Objekt | Akten-Nr.     | Bild |
| ------------------------ | --- | ------------- | ---- |
| Niederrunding (Standort) | Früh- und hochmittelalterliche Wüstung mit weitgehend verebnetem Turmhügel.                                        | D-3-6742-0021 |      |
| Satzdorf (Standort)      | Spätpaläolithische und mesolithische Freilandstation, latènezeitliche Siedlung.                                    | D-3-6742-0025 |      |
| Satzdorf (Standort)      | Archäologische Befunde des Mittelalters und der frühen Neuzeit im Bereich des abgegangenen Schlosses von Satzdorf. | D-3-6742-0026 |      |
| Niederrunding (Standort) | Mesolithische Freilandstation, urnenfelderzeitliche Siedlung.                                                      | D-3-6742-0027 |      |
| Satzdorf (Standort)      | Siedlungen der Frühbronzezeit und der Spätlatènezeit, Bestattungsplatz des Frühmittelalters.                       | D-3-6742-0088 |      |
| Niederrunding (Standort) | Vorgeschichtliche Siedlung.                                                                                        | D-3-6742-0184 |      |

### Bodendenkmäler in der Gemarkung Raindorf
| Lage                | Objekt                                                                                              | Akten-Nr.     | Bild |
| ------------------- | --------------------------------------------------------------------------------------------------- | ------------- | ---- |
| Raindorf (Standort) | Mittelalterlicher Erdstall.                                                                         | D-3-6742-0038 |      |
| Raindorf (Standort) | Archäologische Befunde der mittelalterlichen Burg und des frühneuzeitlichen Schlosses von Raindorf. | D-3-6742-0045 |      |
| Raindorf (Standort) | Mittelalterlicher Burgstall.                                                                        | D-3-6742-0168 |      |

### Bodendenkmäler in der Gemarkung Runding
| Lage               | Objekt | Akten-Nr.     | Bild |
| ------------------ | --- | ------------- | ---- |
| Runding (Standort) | Archäologische Befunde des Mittelalters und der frühen Neuzeit im Bereich der Burgruine Runding. | D-3-6742-0040 |      |
| Runding (Standort) | Archäologische Befunde des Mittelalters und der frühen Neuzeit im Bereich der Katholischen Neben- und ehemalige Pfarrkirche St. Andreas in Runding, darunter die Spuren von Vorgängerbauten bzw. älterer Bauphasen. | D-3-6742-0174 |      |